# هيرويوكي إيمايشي
هيرويوكي إيمايشي (今石洋之 إيمايشي هيرويوكي) هو مخرج ورسام أنمي ياباني ولد في 4 أكتوبر 1971 في طوكيو.

## أعماله في الأنمي

### مسلسلات أنمي تلفزيونية
- نيون جينيسيس إيفانجيليون (الرسوم البينية، الرسوم المفتاحية)
- سلايرز نكست (الرسوم المفتاحية)
- سلايرز تراي (الرسوم المفتاحية)
- اللعبة الكبرى (الرسوم المفتاحية)
- ملك الشجعان جاوجايجار (الرسوم المفتاحية)
- كاري كانو (إخراج الرسوم المتحركة، رسم لوحة القصة، الرسوم المفتاحية)
- فايس كرويتز (الرسوم المفتاحية)
- جينيريتر جاول (الرسوم المفتاحية)
- داي جارد (الرسوم المفتاحية)
- وايلد آرمز توايلايت فينوم (الرسوم المفتاحية)
- شامان كينج (الرسوم المفتاحية)
- ماهوروماتيك (الرسوم المفتاحية)
- هلسينغ (الرسوم المفتاحية)
- قرصان الصحراء كابتن كوبا (الرسوم المفتاحية)
- قطاع التسوق السحري أبينوباشي (إخراج الرسوم المتحركة، إخراج الحلقات، رسم لوحة القصة)
- غاد غارد (رسم لوحة القصة، الرسوم المفتاحية)
- خيميائي الفولاذ (الرسوم المفتاحية)
- ساموراي تشامبلو (رسم لوحة القصة)
- هذا هو سيدي (رسم لوحة القصة)
- بلاك كات (رسم لوحة القصة، الرسوم المفتاحية)
- تنجن توبا جورين لاجان (الإخراج)
- هاياتي نو غوتوكو! (الرسوم المفتاحية)
- زوكو سايونارا زتسبو سينسيه (رسم لوحة القصة (زتسبو فايت))
- البدلة المتنقلة جاندام 00 (الرسوم المفتاحية)
- شيكاباني هيمي: أكا (الرسوم المفتاحية)
- أرشيف دانتاليان (رسم لوحة القصة)
- آيدولماستر (رسم لوحة القصة (الاتحاد الأبدي كيساراغي))
- بلاك روك شوتر (إخراج CG التقنيات الخاصة)
- لوبين الثالث: المرأة المسماة فوجيكو ميني (الرسوم المفتاحية)
- إيوريكا سفن AO (رسومات إيلينا)
- كيل لا كيل (الإخراج، رسم لوحة القصة، الرسوم المفتاحية)
- سبيس داندي (ضيف تصميم الميكانيكيات ("سباق الفضاء خطير يا صاح"))
- دارلينغ إن ذا فرانكس (إشراف مشاهد الأكشن)

### أنمي الإنترنت
- نينجا سلاير فروم أنيميشن (تصميم الشخصيات)

### أوفا أنمي
- فولي كولي (إخراج الرسوم المتحركة)

### أفلام انمي
- DEAD LEAVES (الإخراج، رسم لوحة القصة، إخراج الرسوم المتحركة، الرسوم المفتاحية)
- ون بيس: البارون أوماتسوري والجزيرة السرية (الرسوم المفتاحية)
- تنجن توبا جورين لاجان: فصل جورين (الإخراج، إخراج الرسوم المتحركة للميكانيكيات)
- تنجن توبا جورين لاجان: فصل لاجان (الإخراج، إخراج الرسوم المتحركة للميكانيكيات)
- إيفانجيليون: 2.0 أنت (لا) تستطيع التقدم (الرسوم المفتاحية)
- إيفانجيليون: 3.0 أنت (لا) تستطيع الإعادة (الرسوم المفتاحية)
- بروفسور لايتون آند ذا إترنال ديفا (رسم لوحة القصة)

## أعماله في ألعاب الفيديو
- تيلز أوف سيمفونيا (الرسوم المفتاحية)

## وصلات خارجية
- هيرويوكي إيمايشي على موقع IMDb (الإنجليزية)
- هيرويوكي إيمايشي على موقع ألو سيني (الفرنسية)
- هيرويوكي إيمايشي على موقع ميوزك برينز (الإنجليزية)
- هيرويوكي إيمايشي على موقع أول موفي (الإنجليزية)
- هيرويوكي إيمايشي على موقع قاعدة بيانات الفيلم (الإنجليزية)
- هيرويوكي إيمايشي على موقع كينوبويسك (الروسية)
- هيرويوكي إيمايشي على موقع ANN person (الإنجليزية)